# 钩八枝虫
钩八枝虫（学名：Octodendron hamuliferum）为星球虫科八枝虫属的动物。分布于中太平洋以及西沙群岛等。